# Einārs Cilinskis
Einārs Cilinskis (Riga, 28 d'agost de 1983) és un polític letó, membre del partit Aliança Nacional. Va ser nomenat Ministre de Protecció del Medi Ambient i el Desenvolupament Regional l'any 2014.
Com un dels membres fundadors del Moviment per la Independència Nacional de Letònia el 1988, va tenir un càrrec a l'Ajuntament de Riga entre 2001 i 2009. El 2010, va ser elegit diputat del Saeima, un càrrec que va conservar el 2011. El 22 de gener de 2014 va ser nomenat Ministre de Protecció del Medi Ambient i el Desenvolupament Regional.
El 14 de març de 2014, la Primera Ministra Laimdota Straujuma, va anunciar l'acomiadament d'Einārs Cilinskis per voler "participar en una desfilada, l'endemà, dels ex combatents letons de la Waffen SS.